# Down (canción de Stone Temple Pilots)
«Down» es una canción de Stone Temple Pilots y el primer sencillo de su cuarto álbum N.º 4. Es una de las canciones más pesadas de la banda y apareció en los comerciales para promocionar el álbum (N.º 4), así como en más de un episodio de Los Soprano. En 2001, fue nominado a la categoría de Mejor Actuación de Hard Rock (Best Hard Rock Performance) en los premios Grammy, curiosamente STP ya había ganado nominación en la misma categoría con su canción Plush en 1994. "Down" también aparece en la compilación de grandes éxitos, Thank You y  Buy This.

## Video musical
La video musical de la canción "Down" muestra imágenes de conciertos de la banda en el House of Blues de Las Vegas, y entre medio de las imágenes en conciertos se ven imágenes abstractas en referencia al video: niñas cayéndose, ojos, sillas balanceándose, etc.